# Konopki-Monety
Konopki-Monety – wieś w Polsce położona w województwie podlaskim, w powiecie kolneńskim, w gminie Grabowo.
Wieś szlachecka położona była w drugiej połowie XVI wieku w powiecie kolneńskim ziemi łomżyńskiej. Na przełomie 1783/1784 wieś leżała w parafii Grabowo, dekanat wąsoski diecezji płockiej i wraz z sąsiednimi Konopkami-Białystok była własnością osiemnastu rodzin szlacheckich: Bagińskich, Borzymowskich, Czaplickich, Chutkowskiego, Danowskiego, Dzięgielewskiego, Filipkowskiego, Gutowskiego, Gromadzkiego, Górskiego, Jurskiego, Konopków, Karwowskiego, Kossakowskiego, Mierzejewskiego, Obryckich, Rydzewskiego, Święszkowskich i Skrodzkich. Po powstaniu listopadowym dobra należące do Jana Konopki, skonfiskowały władze zaborcze. W latach 1975–1998 miejscowość administracyjnie należała do województwa łomżyńskiego.
Sołtysem wsi został Antoni Borawski.
Wierni kościoła rzymskokatolickiego należą do parafii św. Jana Chrzciciela w Grabowie.